# M83
|  | Aquest article tracta sobre el grup de música. Si cerqueu l'objecte Messier, vegeu «Galàxia del Molinet Austral». |

M83 és un grup de música electrònica fundat el 2001 format a Antibes, França i actualment amb seu a Los Angeles, Estats Units. El membre principal de la formació és vocalista, compositor, multiinstrumentista i productor discogràfic Anthony Gonzalez. El grup es va formar inicialment com a duo també amb Nicolas Fromageau; ha publicat vuit àlbums i dues bandes sonores, incloent-hi la nominació al premi Grammy per Hurry Up, We Dreaming.
El nom de la formació està inspirat en la galàxia espiral Messier 83. Existeix una versió en la qual es refereix a un grup de nens nascuts entre els anys 77 al 83 amb qualitats especials com indis.
Des del seu primer àlbum amb títol homònim fins al Before the Dawn Heals Us (publicat el 2005 i últim disc sense comptar amb el projecte paral·lel anomenat Digital Shades que va començar el 2007), es veu una evolució en la seva música, allunyant-se un pèl de l'electrònica i apropant-se una mica a quelcom nou i creatiu, mitjançant l'ús d'objectes no instrumentals, com ara el ja conegut globus de Briel, propers al shoegazing. Tenen una gran popularitat al Regne Unit a través de la BBC Ràdio 1, l'emissora amb més audiència dels joves d'entre 15 i 29 anys d'aquest país.
També una de les seves cançons (This Bright Flash) es va utilitzar en la pel·lícula Chronicle (2012).
Més tard la cançó Outro es va utilitzar pel tràiler de la pel·lícula Cloud Atlas, estrenada el mateix any. Continuant amb la seva trajectòria en el cinema, M83 va elaborar la BSO de la pel·lícula Oblivion, protagonitzada pel Tom Cruise i estrenada el 2013. La cançó Midnight City, del seu sisè disc Hurry Up, We're Dreaming, pot escoltar-se a la pel·lícula Warm Bodies estrenada el 2013 i en la pel·lícula francesa Jeune et Jolie. En aquest mateix any van compondre la banda sonora de la pel·lícula You and the Night dirigida per Yann Gonzalez.
El 16 d'abril del 2014, es va publicar un documental sobre el membre de la formació , Briel, titulat: Briel, Geni i Botzina, on tracta els temes del líder de la formació  sobre la seva ocultació i secretismes a l'escenari, sumats a l'incident catastròfic de BIEL, a l'hora de crear el seu principal so característic Horn Balloon, en català, Globus de Botzina.
En el 26 de febrer del 2014 van editar un nou senzill: I Need You per a la banda sonora de la pel·lícula Divergent. 1
Per a la segona entrega de la sèrie Divergent: Insurgent (2015), van col·laborar a la banda sonora amb el senzill Holes in the sky juntament amb el grup californià Haim.
L'any 2015 també van col·laborar amb el llegendari productor francès Jean-Michel Jarre en la creació del senzill Glory.
L'abril de 2016 van llençar el seu setè àlbum d'estudi Junk. On varen comptar amb la col·laboració d'artistes com l'Steve Vai i en Mai Lan (a la pista Go!), la Susanne Sundfør, en Beck i el Jordan Lawlor.

## Discografia
Àlbums d'estudi
- M83 (2001)
- Dead Cities, Red Seas & Lost Ghosts (2003)
- Before the Dawn Heals Us (2005)
- Digital Shades Vol.1 (2007)
- Saturdays = Youth (2008)
- Hurry Up, We're Dreaming (2011)
- Junk (2016)

Bandes sonores
- 2013: Oblivion
- 2013: You and the Night

Senzills
- Slowly / Sitting (2002)
- Run Into Flowers (2003)
- 0078h (2003)
- America (2004)
- A Guitar and a Heart / Safe (2004)
- Do not Save Us From the Flames (2005)
- Teen Angst (2005)
- Couleurs (2008)
- Graveyard Girl (2008)
- Kim & Jessie (2008)
- We Own the Sky (2008)
- Black Hole (2010)
- Midnight City  (2011)
- Reunion  (2012)
- Wait  (2012)
- Oblivion  (2013)
- I Need You  (2014)
- Glory (col·laboració amb Jean-Michel Jarre) (2015)
- Do It, Try It (2016)
- Solitude (2016)
- Go! (2016)

Remescles
- 2000: Steve & Rob - Wallis & Futuna
- 2003: Kids Indestructible - Trans-Pennine Express
- 2004: Goldfrapp -  Black Cherry
- 2004: Abstrackt Keal Agram - Jason Lytle
- 2004: Placebo - Protège Moi
- 2004: Bumblebeez 81 - Vila Attack
- 2005: Bloc Party - Pioneers
- 2006: Telex - How Do You Dance
- 2006: Depeche Mode -  Suffer Well
- 2007: Fortune - Mission
- 2008: Midnight Juggernauts - Shadows
- 2008: Maps - To the Sky
- 2008: Van She - Kelly
- 2008: Fires of Rome - Set in Stone
- 2009: White Lies - Nothing to Give
- 2010: Deftones -  Rocket Skates
- 2011: Daft Punk -  Fall  (M83 Vs Big Black Delta Remix)
- 2013: Kygo - Wait

Aparicions en bandes sonores
- 2012: Lower Your Eyelids to Die with the Sun; Now is Good
- 2014: I Need you de Divergent
- 2014: Wait; No està escrit a les estrelles, Perfect sisters, Under the Dome (temporada 1, capítol 7) Revenge.
- 2014: Outro; The Gambler i Versalles
- 2015: Holes in the Sky d'Insurgent
- 2015: My Tears Are Becoming a Sea (Solace / pel·lícula 2015)
- 2016: Suburra
- 2017: Intro Mr. Robot
- 2020: Ragnarök (sèrie)